# Linnea Berthelsen
Linnea Berthelsen, née le 13 juillet 1993, est une actrice danoise d'origine indienne, surtout connue pour son rôle récurrent de Kali, également connue sous le nom de Eight, la sœur d’Eleven dans la deuxième saison de la série originale d'horreur de science-fiction Netflix Stranger Things.

## Carrière
Berthelsen commence à jouer à la fin de son adolescence. Elle fait ses débuts d'actrice dans le court-métrage Mirrors en 2014. Plus tard, elle continue d'apparaître dans des courts métrages tels que Natskygge, Dyspno et Cape Fear. En 2015, elle apparaît dans le film danois Hybrid. En 2017, elle est choisie pour Kali / Eight avec la capacité de créer des hallucinations, dans la série d'horreur de science-fiction originale Netflix Stranger Things,,.

## Vie privée
Berthelsen est née en Inde[réf. souhaitée], et a grandi à Kalundborg,,. Elle déménage en Angleterre en 2014 pour étudier à la East 15 Acting School dans l'Essex, et vit maintenant à Londres. 

## Filmographie

### Film
| Année | Titre     | Rôle           | Remarques     |
| ----- | --------- | -------------- | ------------- |
| 2014  | Miroirs   | Signe          | Court métrage |
| 2014  | Teenland  | Patient        | Court métrage |
| 2014  | Alma      | Alma           | Court métrage |
| 2015  | Hybrid    | Claire         |               |
| 2015  | Natskygge | Rôle principal | Court métrage |
| 2015  | Aïcha     | Aïcha          | Court métrage |
| 2015  | Dyspno    | Fie            | Court métrage |
| 2015  | Cap Fear  | Gabrielle      | Court métrage |

### Télévision
| Année | Titre           | Rôle                | Remarques             |
| ----- | --------------- | ------------------- | --------------------- |
| 2016  | Exitium         | Esdras              | Pilote                |
| 2017  | Stranger Things | Kali Prasad / Eight | 3 épisodes - saison 2 |
| 2019  | The Desert      | Noura               | 1 épisode             |
| 2020  | Devs            | Jen                 | 4 épisodes            |